# Up from the Catacombs – The Best of Jane’s Addiction
Up from the Catacombs – The Best of Jane’s Addiction — сборник лучших песен группы Jane’s Addiction, изданный 19 сентября 2006 года, на лейбле Rhino Entertainment. В альбом вошёл материал из всех альбомов группы, от одноименного дебютного — до последнего Strays.
Название было взято из текста песни «Chip Away», которая вышла на дебютном альбоме группы.

## Список композиций
1. «Stop!» — из альбома Ritual de lo Habitual
2. «Ocean Size» — из альбома Nothing’s Shocking
3. «Whores» — из альбома Jane’s Addiction
4. «Ted, Just Admit It…» — из альбома Nothing’s Shocking
5. «Ain’t No Right» — из альбома Ritual de lo Habitual
6. «Had a Dad» — из альбома Nothing’s Shocking
7. «Superhero» — из альбома Strays
8. «Been Caught Stealing» — из альбома Ritual de lo Habitual
9. «Just Because» — из альбома Strays
10. «Three Days» — из альбома Ritual de lo Habitual
11. «I Would for You» — из альбома Jane’s Addiction
12. «Classic Girl» — из альбома Ritual de lo Habitual
13. «Summertime Rolls» — из альбома Nothing’s Shocking
14. «Mountain Song» — из альбома Nothing’s Shocking
15. «Pigs in Zen» — из альбома Nothing’s Shocking
16. «Jane Says» — из альбома Kettle Whistle

## Участники записи

### Музыканты
- Перри Фаррелл — вокал, губная гармоника
- Дэйв Наварро — гитара, клавишные, бас
- Стивен Перкинс — ударные, перкуссия
- Эрик Эвери — бас, акустическая гитара
- Крис Чейни — бас (композиции 7 и 9)

### Дополнительный персонал
- Jane's Addiction — продюсер
- Мэйсон Уильямс — продюсер
- Steven Baker — executive producer
- Bill Inglot — sound producer, remastering
- Dan Hersch — remastering
- Digiprep — remastering
- Lisa Liese — product manager
- Steve Woolard — discographical annotation
- Corey Frye — editorial supervision
- Rachael Bickerton — business affairs
- Hugh Brown — art direction, photography (booklet insides)
- Mathieu Bitton — art direction, design
- Scott Webber — art supervision
- Roger Viollet — photography (digipack, booklet front & back cover)
- Alessandra Quaranta — photo research
- Karen LeBlanc — project assistance
- Robin Hurley — project assistance
- Kenny Nemes — project assistance
- Matt Abels — project assistance
- Julie Brunnick — project assistance
- Jamie Young — project assistance
- Jill Berliner — project assistance
- Michelle Jubelirer — project assistance
- Larrisa Friend — project assistance
- Eric Greenspan — project assistance
- Stephen Lowy — project assistance